# Le Roi de la pastèque
Le Roi de la pastèque est un roman de Daniel Wallace paru en 2003. Le titre original est The Watermelon King.

## L’histoire
Thomas Rider est un jeune homme qui ne connaît de sa mère qu'une anecdote : elle est morte le jour de sa naissance à Ashland. Il a été élevé par son grand-père, qui lui a raconté durant toute son enfance des histoires extravagantes sur sa famille que Thomas hésite à croire. Thomas part alors vers Ashland en quête de son histoire personnelle. Il y découvre que son passé est étroitement lié au déclin de la petite ville, anciennement célèbre pour son festival du "Roi de la Pastèque".